# Asunción Cuyotepeji
Asunción Cuyotepeji est une municipalité et une ville de l'État de Oaxaca, au Mexique. La municipalité couvre une superficie de 547,33 km2 et compte 930 habitants en 2015.